# Река Дьордь
Река Дьордь (угор. Réka György, 25 травня 1996) — угорська плавчиня.
Учасниця Олімпійських Ігор 2016 року.